# 加藤慶吾
加藤 慶吾（かとう けいご、1988年6月21日 - ）は、日本の映画監督。神奈川県出身。早稲田大学文化構想学部卒業。

## 略歴・人物
大学時代から自主映画を製作。プロデュースした『circle』（監督：川和田 恵真）が第25回東京学生映画祭で準グランプリを受賞。監督作『想影』は2016年のSKIPシティ国際Dシネマ映画祭短編部門にて、観客投票第1位を獲得。
また、映画製作の一方で、欅坂46のCD特典映像等も手がけている。

## 監督作品

### 映画
- RELAY（2013年）
- 想影（2016年）[5]
- ぬけろ、メビウス!!（2023年）

### ネットドラマ
- 深海くんと月影ちゃん（2020年5月18日 - 、Youtube）[6]

### その他
- 欅坂46 今泉佑唯 個人PV：『今泉佑唯の ひとり童話』（※小向英孝と共同監督、2017年）
- 銀河団from劇団番町ボーイズ☆ 『Graduation』ミュージックビデオ（2020年）[7]

## 受賞歴

### RELAY
- 第5回中之島映画祭入選
- 第5回伊勢崎映画祭入選
- 第9回那須国際短編映画祭入選
- 第7回TOHOシネマズ学生映画祭グランプリ（再生可能エネルギー部門）

### 想影
- SKIPシティ国際Dシネマ映画祭2016 観客投票第1位（短編部門）